# 王含馥
王含馥（1909年10月—1997年11月），又名王玉芳，男，直隶广宗人，中华人民共和国政治人物，曾任湖南省革命委员会副主任，湖南省人大常委会副主任。